# Кароліна Косіньська
Кароліна Косіньська (пол. Karolina Kosińska; нар. 17 червня 1986) — колишня польська тенісистка.
Найвищу одиночну позицію світового рейтингу — 253 місце досягла 4 липня 2005, парну — 144 місце — 10 вересня 2007 року.
Здобула 6 одиночних та 14 парних титулів туру ITF.

## Фінали ITF
| Легенда          |
| ---------------- |
| турніри $100,000 |
| турніри $75,000  |
| турніри $50,000  |
| турніри $25,000  |
| турніри $10,000  |

### Одиночний розряд (6–2)
| Результат | Ранг | Дата             | Турнір                | Покриття | Суперниця             | Рахунок       |
| --------- | ---- | ---------------- | --------------------- | -------- | --------------------- | ------------- |
| Перемога  | 1.   | 11 липня 2004    | ITF Торунь, Польща    | Ґрунт    | Магдалена Кіщиньська  | 4–6, 7–5, 6–1 |
| Перемога  | 2.   | 8 серпня 2004    | ITF Гдиня, Польща     | Ґрунт    | Петра Цетковська      | 6–3, 6–2      |
| Поразка   | 1.   | 10 жовтня 2004   | ITF Lafayette, США    | Ґрунт    | Ліна Станчюте         | 6–3, 3–6, 5–7 |
| Перемога  | 3.   | 4 березня 2007   | ITF Сан-Бой, Іспанія  | Ґрунт    | Анастасія Полторацька | 7–5, 6–3      |
| Перемога  | 4.   | 13 квітня 2008   | ITF Шибеник, Хорватія | Ґрунт    | Тамара Стойкович      | 7–5, 6–1      |
| Поразка   | 2.   | 2 листопада 2008 | ITF Мехіко            | Тверде   | Естефанія Красіун     | 5–7, 5–7      |
| Перемога  | 5.   | 15 березня 2009  | ITF Рим, Італія       | Ґрунт    | Дія Евтімова          | 6–2, 3–6, 6–4 |
| Перемога  | 6.   | 19 квітня 2009   | ITF Хвар, Хорватія    | Ґрунт    | Тереза Мрдежа         | 6–4, 6–3      |

### Парний розряд (14–16)
| Результат | Ранг | Дата              | Турнір                            | Покриття   | Партнерка             | Суперниці                                   | Рахунок             |
| --------- | ---- | ----------------- | --------------------------------- | ---------- | --------------------- | ------------------------------------------- | ------------------- |
| Поразка   | 1.   | 24 серпня 2003    | ITF Кендзежин-Козьле, Польща      | Ґрунт      | Магдалена Кіщиньська  | Івета Герлова Зузана Земенова               | 5–7, 3–6            |
| Перемога  | 1.   | 30 травня 2004    | ITF Олецько, Польща               | Ґрунт      | Аліція Росольська     | Івета Герлова Зузана Земенова               | 6–4, 6–3            |
| Перемога  | 2.   | 7 травня 2005     | ITF Варшава, Польща               | Ґрунт      | Аліція Росольська     | Тетяна Пучек Анастасія Родіонова            | 4–6, 6–2, 7–6(3)    |
| Поразка   | 2.   | 18 вересня 2005   | ITF Софія, Болгарія               | Ґрунт      | Жоана Кортез          | Саня Анчич Таміра Пашек                     | 7–6(9), 2–6, 4–6    |
| Поразка   | 3.   | 25 вересня 2005   | ITF Тбілісі, Грузія               | Ґрунт      | Тетяна Уварова        | Катерина Деголевич Тетяна Капшай            | 0–6, 5–7            |
| Поразка   | 4.   | 5 березня 2006    | ITF Лас-Пальмас, Іспанія          | Тверде     | Аліція Росольська     | Ніна Братчикова Алла Кудрявцева             | 1–6, 3–6            |
| Перемога  | 3.   | 26 травня 2006    | ITF Ла-Пальма, Іспанія            | Тверде     | Ольга Брозда          | Матея Межак Надя Павич                      | 4–6, 6–3, 6–4       |
| Поразка   | 5.   | 27 січня 2007     | ITF Гренобль, Франція             | Тверде (i) | Стефані Ріцці         | Шеразад Ре Жюлі Куен                        | 6–1, 5–7, 4–6       |
| Поразка   | 6.   | 12 травня 2007    | ITF Варшава, Польща               | Ґрунт      | Аріна Родіонова       | Йосипа Бек Сандра Мартинович                | 3–6, 6–2, 3–6       |
| Поразка   | 7.   | 20 липня 2007     | ITF Звевегем, Бельгія             | Ґрунт      | Магдалена Кіщиньська  | Кім Кілсдонк Елісе Тамаела                  | 6–3, 4–6, 3–6       |
| Перемога  | 4.   | 11 серпня 2007    | ITF Гдиня, Польща                 | Ґрунт      | Вероніка Хвойкова     | Мішелль Герардс Моніка Краузе               | 6–1, 7–5            |
| Поразка   | 8.   | 3 вересня 2007    | ITF Денен, Франція                | Ґрунт      | Тімеа Бачинскі        | Ева Грдінова Марі-Ев Пеллетьє               | 3–6, 2–6            |
| Перемога  | 5.   | 7 квітня 2008     | ITF Шибеник, Хорватія             | Ґрунт      | Даріна Седенкова      | Ніколе Клеріко Джорджа Мортелло             | 4–6, 7–6(5), [10–8] |
| Поразка   | 9.   | 25 серпня 2008    | ITF Катовиці, Польща              | Ґрунт      | Александра Росольська | Анастасія Севастова Ленка Вєнерова          | 7–5, 3–6, [3–10]    |
| Перемога  | 6.   | 23 листопада 2008 | ITF Ополе, Польща                 | Килим (i)  | Александра Росольська | Катажина Пітер Аранча Рус                   | 2–6, 7–6(6), [10–7] |
| Перемога  | 7.   | 20 березня 2009   | ITF Рим, Італія                   | Ґрунт      | Сімона Добра          | Клаудія Джовіне Валентіна Сульпіціо         | 6–3, 6–4            |
| Поразка   | 10.  | 2 травня 2009     | ITF Макарська, Хорватія           | Ґрунт      | Тереза Гладікова      | Татьяна Марія Рената Ворачова               | 4–6, 7–5, [6–10]    |
| Перемога  | 8.   | 10 травня 2009    | ITF Варшава, Польща               | Ґрунт      | Івета Герлова         | Катажина Калета Катажина Кава               | 6–2, 6–1            |
| Перемога  | 9.   | 30 травня 2009    | ITF Олецько, Польща               | Ґрунт      | Александра Росольська | Вероніка Домаґала Кароліна Влодарчак        | 2–6, 6–2, [11–9]    |
| Перемога  | 10.  | 6 червня 2009     | ITF Сараєво, Боснія і Герцеговина | Ґрунт      | Ганне Скак Єнсен      | Юлія Калабіна Анастасія Полторацька         | 7–6(4), 6–2         |
| Поразка   | 11.  | 3 липня 2009      | ITF Торунь, Польща                | Ґрунт      | Александра Росольська | Юлія Бейгельзимер Ксенія Мілевська          | 1–6, 4–6            |
| Перемога  | 11.  | 1 серпня 2009     | ITF Віго, Іспанія                 | Тверде     | Лаура Торп            | Джейд Кертіс Джорджи Джент                  | 7–6(3), 6–2         |
| Перемога  | 12.  | 6 вересня 2009    | ITF Катовиці, Польща              | Ґрунт      | Агнеш Сатмарі         | Мелані Клаффнер Юганна Ларссон              | 6–1, 2–6, [10–5]    |
| Перемога  | 13.  | 10 жовтня 2009    | ITF Подгориця, Чорногорія         | Ґрунт      | Ніколе Клеріко        | Каролина Йованович Теодора Мирчич           | 6–7(4), 6–4, [10–4] |
| Поразка   | 12.  | 22 березня 2010   | ITF Наманган, Узбекистан          | Тверде     | Ленка Вєнерова        | Христина Антонійчук Ксенія Ликіна           | 3–6, 7–5, [8–10]    |
| Поразка   | 13.  | 3 липня 2010      | ITF Сараєво, Боснія і Герцеговина | Ґрунт      | Ніколе Клеріко        | Ірина Бурячок Ірена Павлович                | 1–6, 1–6            |
| Перемога  | 14.  | 25 жовтня 2010    | ITF Лагос, Нігерія                | Тверде     | Мелані Клаффнер       | Ніна Братчикова Агнеш Сатмарі               | 3–6, 7–5, [10–7]    |
| Поразка   | 14.  | 27 березня 2011   | ITF Мадрид, Іспанія               | Ґрунт      | Євгенія Криворучко    | Лусія Сервера Васкес Бенедетта Давато       | 5–7, 6–7(4)         |
| Поразка   | 15.  | 7 серпня 2011     | ITF Ілава, Польща                 | Ґрунт      | Александра Росольська | Huỳnh Phương Đài Trang Магдалена Кіщиньська | 6–2, 3–6, [7–10]    |
| Поразка   | 16.  | 28 травня 2012    | ITF Варшава, Польща               | Ґрунт      | Александра Росольська | Кейтлін Горіскі Еліне Буйкенс               | 2–6, 2–6            |